# يعقوب مريدور
يعقوب مريدور ((بالعبرية: יעקב מרידור) من مواليد يعقوب فينارسكي في 29 سبتمبر 1913، توفي في 30 يونيو 1995) كان سياسيًا إسرائيليًا، وقائدًا لإرجون ورجل أعمال.

## سيرة شخصية
ولد ياكوف فينيسارسكي (فيما بعد مريدور) في بولندا لعائلة يهودية من التجار من الطبقة الوسطى. في عام 1930، بعد سماع تقارير عن أول تمرد عربي في فلسطين الانتدابية، أصبح عضواً في حركة بيتار. درس القانون في جامعة وارسو.
توفي ميريدور في عام 1995 عن عمر يناهز 81 عامًا، ونجا من قبل أطفاله الثلاثة. دفن هو وزوجته زيبورا في مقبرة نحالات اسحق ‏ في جفعتايم.

## النشاط الصهيوني
في عام 1932، هاجر إلى فلسطين وانضم إلى الإرغون بعد عام. في عام 1941، رافق ديفيد رازيل ‏ في مهمة إلى العراق لتخريب حقول النفط في ضواحي بغداد. عندما قُتل رازيل مع ضابط بريطاني، عاد مريدور إلى فلسطين وتولى منصب قائد الأركون.
في عام 1943، تخلى مريدور عن قيادة الإرغون إلى مناحيم بيغن، لكنه شغل مناصب عليا في الإرغون حتى سلمته الهاغانا إلى البريطانيين في عام 1945. تم إرساله إلى معسكرات الاعتقال المختلفة في أفريقيا ‏، ونفذ محاولات جريئة للهروب. كان حريصًا للغاية على الفرار ورفض تولي منصب قيادي في المعسكر على الرغم من رتبته العليا في الإرغون.
نجح أخيرًا في الفرار في عام 1948، ووصل إلى إسرائيل في يوم إعلان الاستقلال. وساعد على هروبه يهودي سوداني يدعى ماير مالكا، الذي قدم طعام الكوشر وزاره عندما كان سجينًا في معسكرات الاعتقال الإفريقية. اختبأ في منزل مالكا بالخرطوم قبل عودته إلى فلسطين.
يكتب مريدور في سيرته الذاتية أن مناحيم بيغن كان سعيدًا جدًا لسماعه عن هروبه، حتى أنه أرسل بيانًا يفيد بأن مريدور وصل إلى فلسطين وشارك في عملية في برديس حنا في 7 أبريل 1948، على الرغم من أنه في ذلك الوقت كان في باريس.
وفقًا لميريدور، هذا هو السبب في أنه كتب في مقال في الأسكتلنديين أعلن فيه الإرغون في تل أبيب في 7 أبريل 1948 أن "يعقوب مريدور" قد تولى مهمة الحرب "في فلسطين. كما ذكر الأسكتلندي أن القيادة الأولى لميريدور كانت الغارة على معسكر بارديس هانا العسكري، جنوب حيفا، والتي قتل فيها 6 جنود بريطانيين وضابطهم القائد، المقدم كولونيل هلس هيلدربراند.
في عهد بيغن، كلف بمهمة إدارة اندماج إرجون في الجيش الإسرائيلي المشكل حديثًا.

## العمل الوظيفي
شاركت ميريدور في تأسيس شركة استوردت اللحوم المعلبة. بسبب أنظمة التقشف السارية في ذلك الوقت، عانت الشركة مالياً وتم شراؤها من قبل الحكومة الإسرائيلية. في عام 1960، أثناء تواجده في الكنيست، أنشأت مريدور شركة الصيد في أعماق البحار "Atlantic" بالاشتراك مع رجل الأعمال M i l a Brenner. في عام 1962، أنشأوا شركة الشحن "Maritime Fruit" لنقل البضائع المجمدة في جميع أنحاء العالم. نمت الشركة بسرعة، وفي أوجها، شغّلت 42 سفينة، كما وسّعت نطاق عملياتها لتشمل شحن النفط وبناء الناقلات. كنتيجة لأنشطته التجارية، أصبح ميريدور ثريًا. في كتابه «الرعب من صهيون» ، أشار ج. بوير بوير: «أحد أعظم التحولات كان ميريدور، الذي تم انتخابه لأول مرة للكنيست مع احتلال العامل، لكنه أصبح منذ ذلك الحين أعظم رجل أعمال للشحن البحري في إسرائيل، منافس لليونانيين، الرجل الذي كانت صورته في التايم ، والتي تظهر في كثير من الأحيان في موناكو أكثر من طول شارع ديزنغوف.»  عانت الشركة من مشاكل السيولة الشديدة بسبب انخفاض شحن النفط خلال أزمة النفط عام 1973 . لم يعد لها وجود في عام 1977.

## الحياة السياسية
كان مريدور أحد مؤسسي هيروت وانتُخب للكنيست في أول انتخابات في إسرائيل. احتفظ بمقعده في الانتخابات في 1951 و 1955 و 1959 و 1961 ومرة أخرى في عام 1965 بعد اندماج هيروت مع الحزب الليبرالي لتشكيل غال (التي أصبحت فيما بعد ليكود). كما نشر كتابًا في عام 1955 بعنوان «الطريق طويل إلى الحرية: سجلات أحد المنفيين» . ومع ذلك، فقد مقعده في انتخابات عام 1969 .
أحيا ميريدور مسيرته السياسية عام 1981 عندما تم انتخابه لعضوية الكنيست على قائمة الليكود. تم تعيينه وزيراً للاقتصاد والتنسيق بين الوزارات من قبل رئيس الوزراء بيغن، وكان ينظر إليه كرئيس وزراء محتمل في المستقبل. في نفس العام، تضررت مسيرته السياسية بشدة عندما أعلن لوسائل الإعلام أن عالماً يدعى داني بيرمان قد ابتكر مصباحًا، من خلال عملية كيميائية بسيطة، يمكن أن يضيء مدينة رمات غان بأكملها. وسط غضب إعلامي، تعرض بيرمان للخداع مع قناعات الاحتيال المتعددة، وأصبحت مريدور ضحكة وطنية. رفض الاستقالة،  واحتفظ بمنصبه الوزاري عندما تولى إسحق شامير رئاسة بيغن عام 1983، لكنه فقد مقعده مرة أخرى في انتخابات 1984، ولم يعد إلى الكنيست.

## روابط خارجية
- يعقوب مريدور على الموقع الإلكتروني للكنيست
- يعقوب مريدور ارجون